# Provincia de Iquique
La provincia de Iquique es una provincia de Chile, una de las dos en las que está dividida la región de Tarapacá, y que limita al norte y al este con la provincia del Tamarugal; al sur con la provincia de Tocopilla (región de Antofagasta); y al oeste con el océano Pacífico. La provincia de Iquique está integrada por las comunas de Iquique y Alto Hospicio.

## Historia
Hasta octubre de 2007, la provincia de Iquique estaba conformada por 7 comunas: Alto Hospicio, Camiña, Colchane, Huara, Iquique, Pica y Pozo Almonte, pero desde esa fecha, con la división de la región de Tarapacá se creó la región de Arica y Parinacota, y a su vez la antigua Provincia de Iquique se dividió en 2 provincias, provincia de Iquique y la nueva  provincia del Tamarugal, que la componen las comunas de Huara, Camiña, Colchane, Pozo Almonte y Pica. Dejando a la Provincia de Iquique conformada por comuna de Iquique y la comuna de Alto Hospicio.

## Autoridades
Las autoridades son nombradas directamente por el Presidente de la República y se mantienen en su cargo mientras cuenten con su confianza.

### Gobernadores Provinciales (1990-2021)

Logotipo de la Gobernación de Iquique hasta 2021.

Las siguientes personas ejercieron como gobernadores provinciales entre los años 1988 y 2021:
| Gobernador(a)              | Partido | Partido | Inicio                   | Final                    | Presidente(a) | Presidente(a)           |
| -------------------------- | ------- | ------- | ------------------------ | ------------------------ | ------------- | ----------------------- |
| Hugo Calderón Campusano    |         | Ind.    | 11 de marzo de 1990      | 1993                     |               | Patricio Aylwin         |
| Patricio Zapata Valenzuela |         | PRSD    | 1993                     | 11 de marzo de 1994      |               | Patricio Aylwin         |
| Silvio Zerega Zegarra      |         | PPD     | 11 de marzo de 1994      | 11 de marzo de 2000      |               | Eduardo Frei Ruíz-Tagle |
| Patricia Román Valenzuela  |         | PDC     | 11 de marzo de 2000      | 11 de marzo de 2006      |               | Ricardo Lagos           |
| Sara Benavides González    |         | PDC     | 11 de marzo de 2006      | 22 de enero de 2007      |               | Michelle Bachelet       |
| Mirian Escobar Alaniz      |         | PPD     | 22 de enero de 2007      | 11 de marzo de 2010      |               | Michelle Bachelet       |
| Felipe Rojas Andrade       |         | UDI     | 17 de marzo de 2010      | 15 de septiembre de 2012 |               | Sebastián Piñera        |
| Miguel Quezada Torres      |         | UDI     | 15 de septiembre de 2012 | 11 de marzo de 2014      |               | Sebastián Piñera        |
| Gonzalo Prieto Navarrete   |         | PPD     | 11 de marzo de 2014      | 27 de octubre de 2015    |               | Michelle Bachelet       |
| Juan Papic Vilca (s)       |         | PPD     | 27 de octubre de 2015    | 4 de enero de 2016       |               | Michelle Bachelet       |
| Francisco Pinto            |         | PPD     | 4 de enero de 2016       | 11 de marzo de 2018      |               | Michelle Bachelet       |
| Álvaro Jofré Cáceres       |         | RN      | 11 de marzo de 2018      | 20 de noviembre de 2020  |               | Sebastián Piñera        |
| Rodrigo Guagama            |         | RN      | 20 de noviembre de 2020  | 21 de noviembre de 2020  |               | Sebastián Piñera        |
| René Muñoz Solís           |         | RN      | 4 de enero de 2021       | 14 de julio de 2021      |               | Sebastián Piñera        |

### Delegados Presidenciales Provinciales (Desde 2021)
Actualmente no existe una delegación en la provincia de Iquique. Con la nueva ley de descentralización, las gobernaciones de las capitales regionales se extinguen junto con las intendencias, generando una fusión en sus equipos de trabajo, pasando a conformar la Delegación Presidencial Regional, a cargo del Delegado presidencial regional de Tarapacá. Por lo cual no existe una Delegación presidencial provincial de Iquique.

## Economía
En 2018, la cantidad de empresas registradas en Iquique fue de 8.572. El Índice de Complejidad Económica (ECI) en el mismo año fue de -0,08, mientras que las actividades económicas con mayor índice de Ventaja Comparativa Revelada (RCA) fueron Fabricación de Acumuladores de Pilas y Baterías Primarias (45,29), Actividades del Poder Judicial (25,09) y Reparación de Cojinetes, Engranajes, Trenes de Engranajes y Piezas de Transmisión (22,04).

## Geografía

### Demografía
| Población total | Población urbana | Porcentaje urbanismo | Población rural | Porcentaje ruralidad | Población femenina | Población masculina |
| --------------- | ---------------- | -------------------- | --------------- | -------------------- | ------------------ | ------------------- |
| 216.419         | 214.586          | 99,2%                | 1.833           | 0,8%                 | 107.522            | 108.897             |

## Climatología
El clima de la zona es desértico costero, similar al de Pampa. Está influenciado por el clima seco y la Corriente de Humboldt. Se caracteriza por nublados abundantes, baja oscilación y amplitud térmica desde el otoño hasta el invierno. Parte inicial de la primavera, pero eso cambia en verano, cuando las temperaturas llegan a duplicarse y la oscilación aumenta, siendo la ciudad altiplánica más cambiante de Chile en la estación estival, potenciada por el farellón costero que convierte a la ciudad en una verdadera olla, concentrándose la humedad proveniente de la evaporación del mar. La ciudad recibe algunas precipitaciones en verano (especialmente entre enero y febrero) debido a la alta presión de Bolivia llamada comúnmente con la expresión incorrecta invierno boliviano , invierno altiplánico o, de manera científica, lluvias estivales. También recibe precipitaciones en invierno.
El clima de Chile está cambiando debido al calentamiento global.
Sin duda, Iquique es una ciudad donde las temperaturas no son tan altas, pero es una de las ciudades donde el sol es verdaderamente dañino. Las máximas en verano son de 24 °C y en invierno de 9.4 °C a 14 °C.
| Parámetros climáticos promedio de Iquique | Parámetros climáticos promedio de Iquique | Parámetros climáticos promedio de Iquique | Parámetros climáticos promedio de Iquique | Parámetros climáticos promedio de Iquique | Parámetros climáticos promedio de Iquique | Parámetros climáticos promedio de Iquique | Parámetros climáticos promedio de Iquique | Parámetros climáticos promedio de Iquique | Parámetros climáticos promedio de Iquique | Parámetros climáticos promedio de Iquique | Parámetros climáticos promedio de Iquique | Parámetros climáticos promedio de Iquique | Parámetros climáticos promedio de Iquique |
| Mes                                       | Ene.                                      | Feb.                                      | Mar.                                      | Abr.                                      | May.                                      | Jun.                                      | Jul.                                      | Ago.                                      | Sep.                                      | Oct.                                      | Nov.                                      | Dic.                                      | Anual                                     |
| ----------------------------------------- | ----------------------------------------- | ----------------------------------------- | ----------------------------------------- | ----------------------------------------- | ----------------------------------------- | ----------------------------------------- | ----------------------------------------- | ----------------------------------------- | ----------------------------------------- | ----------------------------------------- | ----------------------------------------- | ----------------------------------------- | ----------------------------------------- |
| Temp. máx. media (°C)                     | 24.2                                      | 26.1                                      | 21.3                                      | 19.5                                      | 18.5                                      | 16.5                                      | 14.4                                      | 14.3                                      | 16.4                                      | 18.2                                      | 19.5                                      | 20.5                                      | 18.9                                      |
| Temp. mín. media (°C)                     | 22                                        | 21                                        | 16                                        | 16.5                                      | 15.3                                      | 14                                        | 9.6                                       | 12.3                                      | 13.4                                      | 16.4                                      | 16.8                                      | 18.4                                      | 15.9                                      |
| Precipitación total (mm)                  | 0.3                                       | 0.1                                       | 0                                         | 0                                         | 0.2                                       | 0.1                                       | 0.8                                       | 0.7                                       | 0.2                                       | 0                                         | 0                                         | 0.2                                       | 2.5                                       |
| Fuente: Weather Underground 2011          |                                           |                                           |                                           |                                           |                                           |                                           |                                           |                                           |                                           |                                           |                                           |                                           |                                           |

## Comunas
- Alto Hospicio, capital Alto Hospicio.
- Iquique, capital Iquique.

## Galería de imágenes

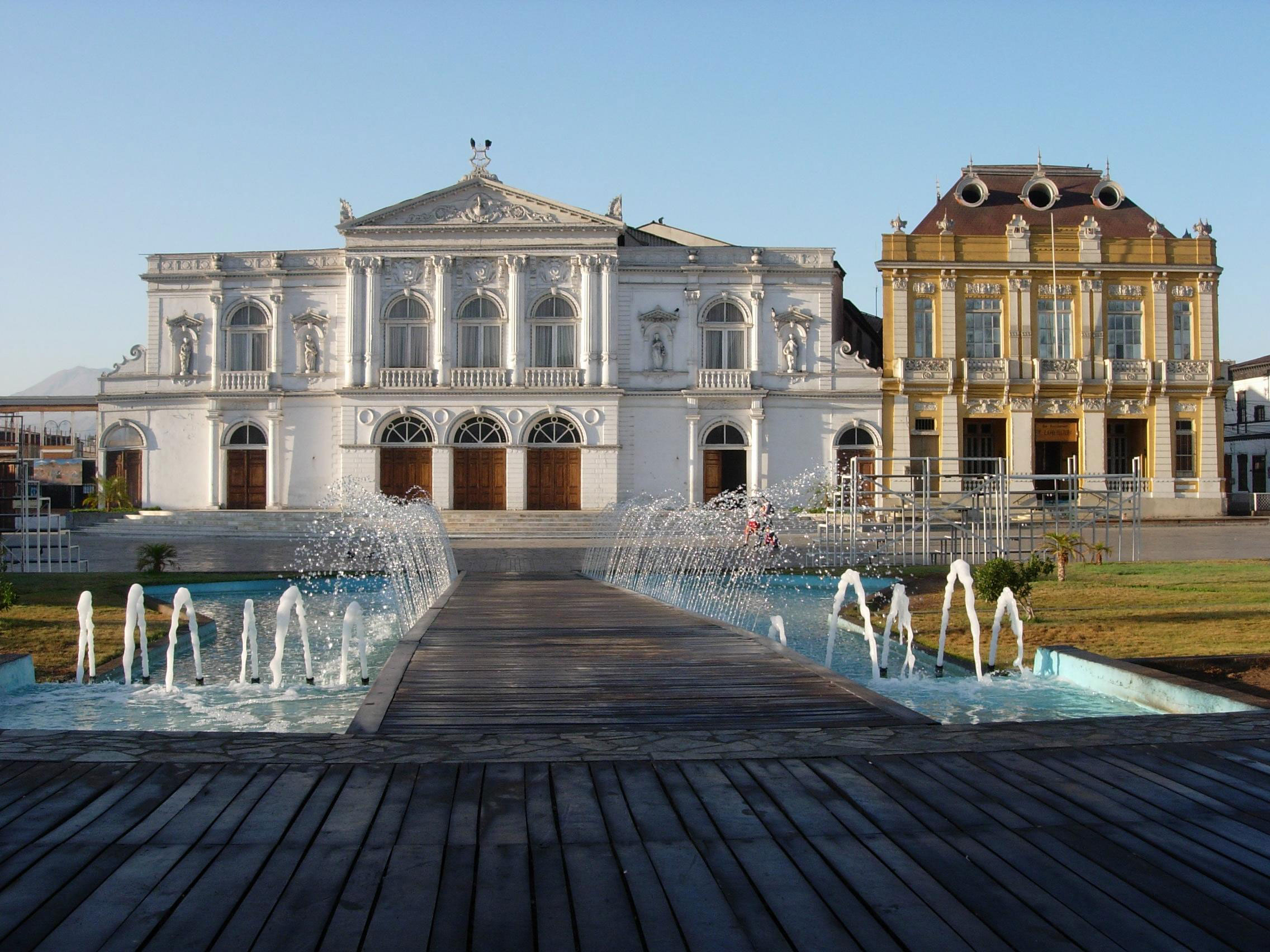
Teatro Municipal de Iquique.
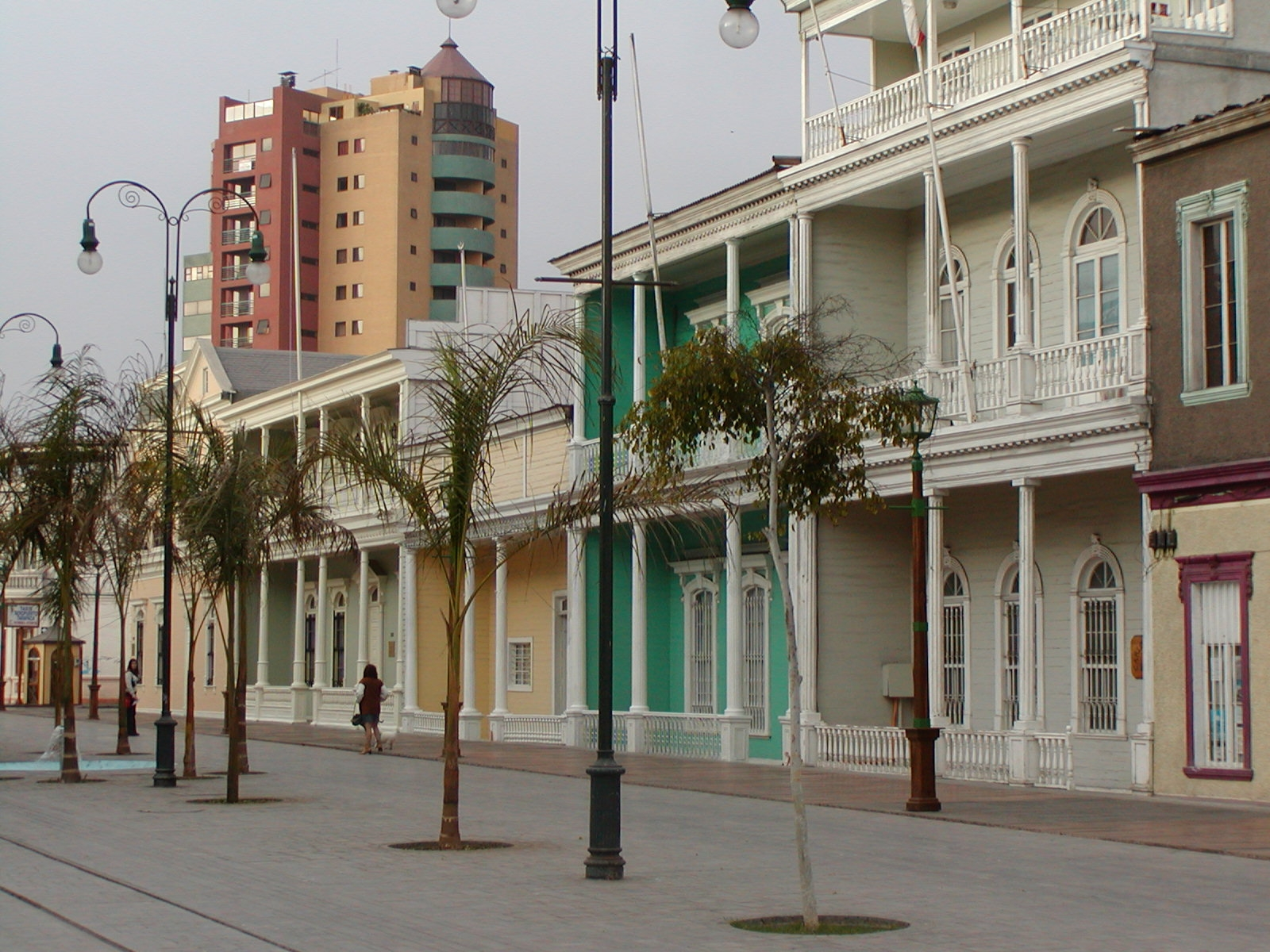
Paseo Baquedano, Iquique.
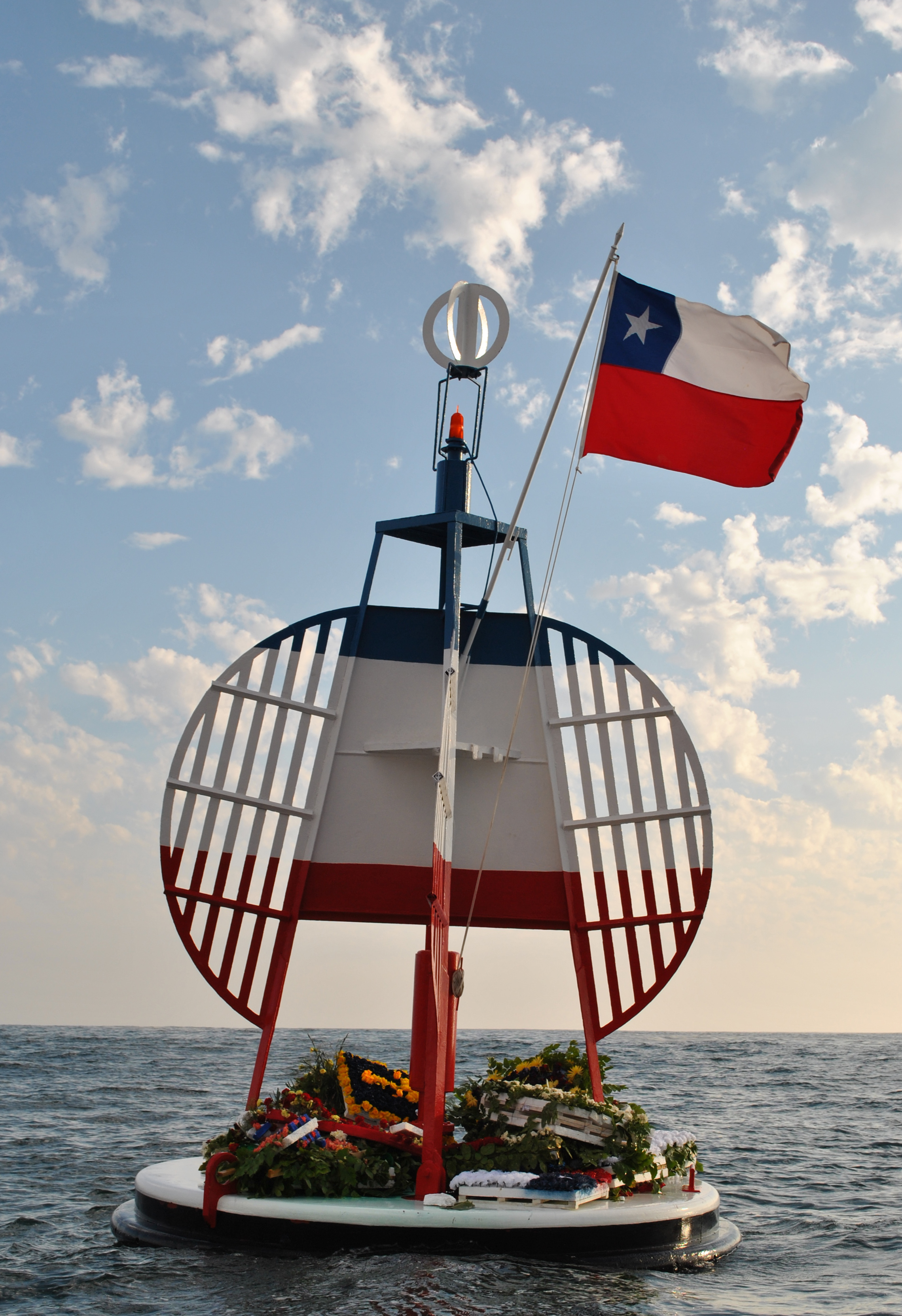
Boya Corbeta Corbeta Esmeralda.